# Високі стандарти журналістики

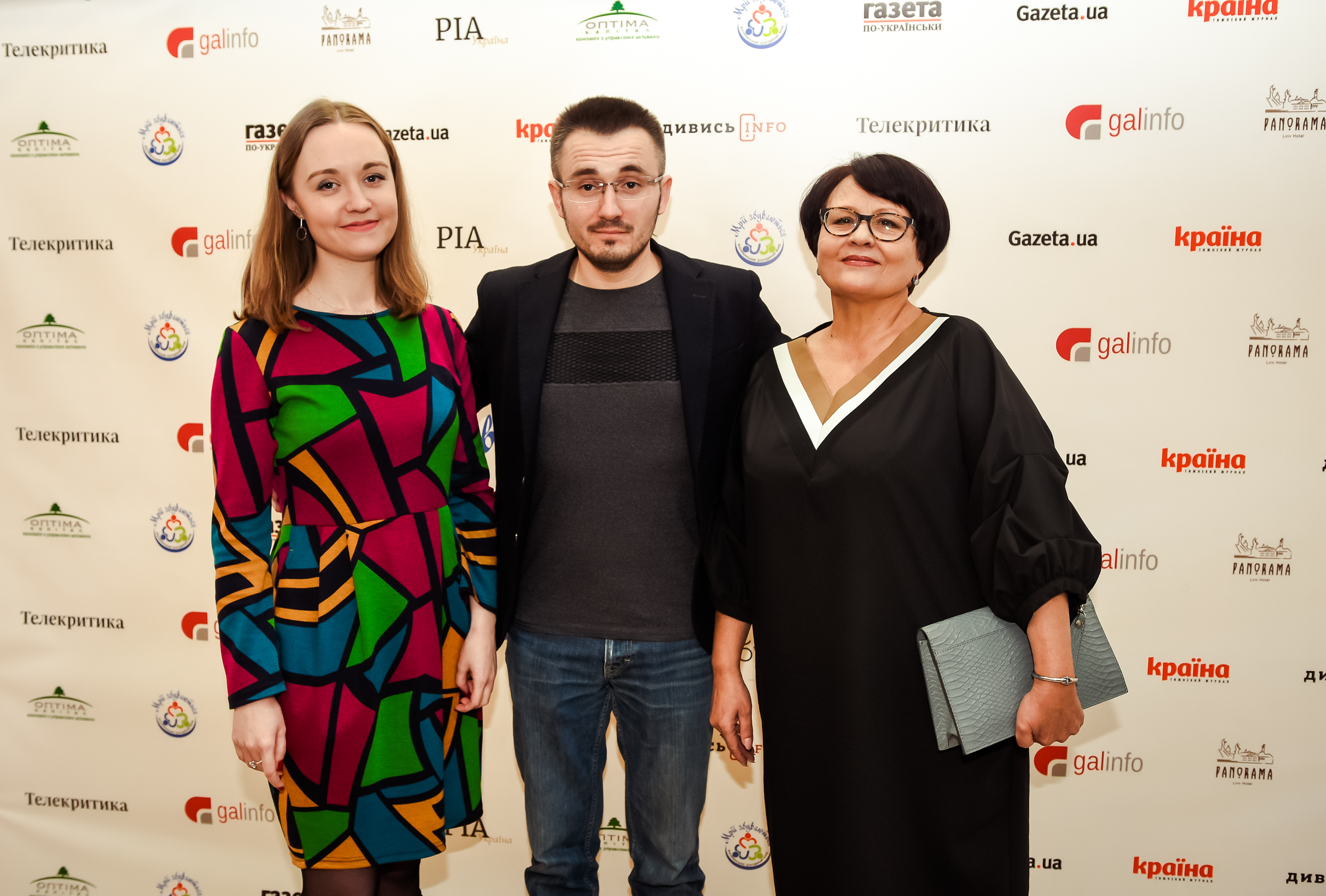
Переможці премії "Високі стандарти журналістики-2018"

Премія «Високі стандарти журналістики» — відзнака, створена 2016 року засновником GROWFORD Institute Віталієм Ломаковичем. На думку засновника, ця премія має стати «додатковим стимулом для українських ЗМІ бути чесними, об'єктивними і принциповими». До участі допускаються журналісти, які є громадянами України або працюють тут на постійній основі, мають чітку громадянську позицію. Організатори відзначають журналістів премією щороку.

## 2017
14 грудня 2017 року було оголошено перших переможців премії «Високі стандарти журналістики-2017». 
Перше місце здобув колумніст, журналіст та ведучий телеканалу ICTV Павло Казарін. 
Друге місце здобув головний редактор сайту «Наші гроші» Олексій Шалайський.  
Третє місце здобув керівник новинного блоку редакції Liga.net Петро Шуклінов. 
Грошовий фонд премії у 2017 році становив 175 тисяч гривень (100 тисяч гривень — за перше місце, 50 тисяч — за друге і 25 тисяч гривень — за третє). 
Визначала трійку фіналістів експертна група. До експертної групи премії «Високі стандарти журналістики-2017» входили: Ігор Балинський (кандидат наук із соціальних комунікацій, засновник школи журналістики УКУ), Вахтанг Кіпіані (український журналіст, публіцист, історик), Володимир Цибулько (український поет, перекладач та есеїст), Тарас Дзюбанський (очільник Центру міжконфесійного та міжрелігійного діалогу «Лібертас»), Юліана Лавриш (викладач кафедри нових медій Львівського національного університету імені Івана Франка, журналіст газети «День»), Роман Бочкала (журналіст, воєнний репортер співзасновник і координатор ГО «Стоп корупції»).

## 2018
15 грудня 2018 року у Львові оголосили переможців премії «Високі стандарти журналістики-2018». Переможцями стали: 
- Маргарита Тулуп у категорії «За швидкий та якісний розвиток у професії»
- Ліля Буджурова у категорії «За якісний регіональний медійний проект», медіа — Crimean Tatars
- Денис Бігус у категорії «За сталий, якісний медійний проект», медіа — Bihus.info

Премія «Високі стандарти журналістики» проводилася вдруге. Грошовий фонд премії у 2018 році становив 150 тисяч гривень. Організатор — Всеукраїнський благодійний фонд «Мрії збуваються».
В експертній групі премії «Високі стандарти журналістики-2018»: 
- Ігор Балинський — засновник Школи журналістики Українського католицького університету
- Роман Бочкала — український журналіст, співзасновник і координатор ГО «Стоп корупції»
- Тарас Дзюбанський — очільник Центру міжконфесійного та міжрелігійного діалогу «Лібертас», доктор богословських наук
- Діана Дуцик — медіаекспертка, викладачка Могилянської школи журналістики (НаУКМА)
- Павло Казарін — журналіст та ведучий телеканалу ICTV
- Вахтанг Кіпіані — український журналіст, публіцист, історик
- Юрій Опока — публіцист, викладач Школи журналістики УКУ
- Петро Шуклінов — керівник суспільно-політичної редакції Liga.net

## 2019
14 грудня 2019 року у Києві в Особняку Полякова оголосили лауреатів премії «Високі стандарти журналістики-2019». Організатор — Всеукраїнський благодійний фонд «Мрії збуваються».
Переможцями стали:
- Роман Кульчинський і Анатолій Бондаренко у категорії «За сталий, якісний медійний проєкт/продукт» – керівники інтернет-видання «Тексти»
- Остап Яриш у категорії «За швидкий та якісний розвиток у професії» – журналіст «Голосу Америки»
- Засновники нішевого видання про науку «Куншт» у категорії «За якісний регіональний/нішевий медійний проєкт»

Переможці отримали іменні статуетки та грошові сертифікати. А представники короткого списку — цінні призи. Організатор — Всеукраїнський благодійний фонд «Мрії збуваються».
До експертної групи премії 2019 року увійшли: головний редактор LB.ua Олег Базар, керівник проектів Bihus.info Денис Бігус, засновник Школи журналістики УКУ Ігор Балинський, очільник Центру міжконфесійного та міжрелігійного діалогу «Лібертас», доктор богословських наук Тарас Дзюбанський, медіаекспертка, викладачка Могилянської школи журналістики (НаУКМА) Діана Дуцик, викладачка Школи журналістики УКУ Зоя Красовська, журналіст та ведучий Павло Казарін, журналіст, публіцист, історик Вахтанг Кіпіані, публіцист, викладач Школи журналістики УКУ, виконавчий директор Львівського медіафоруму Юрій Опока.

## 2020
12 грудня 2020 року у Львові оголосили переможців премії «Високі стандарти журналістики-2020». 
Переможцями стали:
- Видання «Крим.Реалії» (проєкт «Радіо Свобода») у категорії «За якісний регіональний/нішевий медійний проєкт»
- Ірина Андрейців у категорії «За швидкий та якісний розвиток у професії»
- Мирослава Барчук у категорії «За сталий, якісний медійний проєкт/продукт»

До експертної групи премії у 2020 році увійшли: шефредакторка інтернет-видання LB.ua Соня Кошкіна, засновник Школи журналістики УКУ Ігор Балинський, шефредакторка видання «Детектор медіа» Наталія Лигачова, медіаекспертка, викладачка Могилянської школи журналістики (НаУКМА) Діана Дуцик, авторка моніторингів «Детектор Медіа», експертка «Львівського медіафоруму» Зоя Красовська, журналіст та ведучий Павло Казарін, журналіст, публіцист, історик Вахтанг Кіпіані, виконавчий директор «Львівського медіафоруму» Юрій Опока, ведучий Прямого каналу Валерій Калниш.